# Educational Governance
Educational Governance ist ein Forschungsansatz im Bereich des Bildungswesens. Untersucht wird, wie die Handlungsabstimmung in Mehrebenensystemen mit zahlreichen Akteuren erfolgt, wie verschiedene Systemebenen im Bildungswesen miteinander interagieren und welche Schnittstellenprobleme  zwischen den verschiedenen Ebenen auftreten können.

## Entstehung des Educational Governance-Ansatzes
Lange Zeit wurde der Begriff der Steuerung in der Bildungsforschung breit rezipiert. Untersuchungsgegenständen wurde implizit oder explizit die Hierarchie als Form der Handlungskoordination unterstellt. Im Mittelpunkt des Interesses standen privilegierte Steuerungsakteure und man ging davon aus, dass die befolgungspflichtigen Staatsbediensteten die Vorgaben der übergeordneten Systemebene letztlich umsetzen würden. Nicht systematisch berücksichtigt wurden folglich die Widerstandsfähigkeit und Eigensinnigkeit der Steuerungssubjekte. Diese wurden höchstens dann in die Betrachtung einbezogen, wenn sich Abweichungen von Steuerungszielen andeuteten. In verschiedenen gesellschaftlichen Teilbereichen zeigten sich jedoch verstärkt die Grenzen der hierarchischen politischen Steuerung als Form der Handlungskoordination. Laut Kussau und Brüsemeister seien hierarchische Steuerung und Beeinflussung der verschiedenen Akteure heute sogar nur noch als „empirischer Grenzfall“ zu bewerten.
Der Governance-Begriff verweist auf das reduktionistische Moment dieses linear-direktiven Verständnisses von Steuerung und nimmt das Problem der Handlungskoordination in den Blick. In analytischer Hinsicht rechnet der Governance-Ansatz von vornherein mit der Selbsttätigkeit und der Koproduktion von Leistungen verschiedener Akteure. Auch weniger machtvoll erscheinende Mitspieler werden beobachtet. Governance bietet somit Chancen, das Handeln der Akteure sowie die gegenseitigen Abhängigkeiten im Mehrebenensystem differenzierter zu beschreiben und dabei Koordinationsdefizite oder -leistungen sichtbar zu machen.